# Prognoză tehnologică
Prin prognoză se înțelege o estimare a valorilor probabile pe care le vor lua în viitor anumite mărimi nesigure. Această estimare se bazează pe studiul circumstanțelor care le determină apariția și evoluția Prognoza tehnologică se ocupă de evoluția tehnologiilor și produselor în viitor. Se previzionează caracteristicile viitoare estimate ale mașinilor tehnologice, ale procedurilor sau tehnicilor tehnologice. Rolul prognozei tehnologice este de a evalua în mod sistematic descoperirile științifice de astăzi, pentru a identifica ce se poate realiza în viitor  și modul în care aceste descoperiri  vor contribui la satisfacerea nevoilor viitoare ale oamenilor și la adaptarea la aceste nevoi sociale.

## Forme de manifestare
Prognoza tehnologică (PT) se efectuează în mediul actual al întreprinderii industriale, urmărind să estimeze mediul viitor. Pentru atingerea acestui obiectiv trebuie să se ia în considerare interacțiunea mediilor tehnice cu alte medii, cum sunt: mediul economic, social, politic, comercial.
Prognoza tehnologică se poate manifesta în următoarele forme:

- prognoză condiționată - când existența unui eveniment viitor este condiționată de prezența anterioară a unui alt eveniment;

- prognoză necondiționată - când nu sunt prezente circumstanțele anterioare;

- prognoză între intervale - când un eveniment este previzionat între anumite limite temporale;

- prognoză punctuală - când se dă un termen precis pentru evenimentele sau fenomenele care sunt prognozate.

## Metode și tehnici de prognoză
Prognoza tehnologică se poate clasifica în următoarele categorii:
- prognoză tehnologică exploratorie;

- prognoză tehnologică normativă;

- evaluarea tehnologică;

- prognoza tehnologiilor dorite social.

Prognoza tehnologică exploratorie se ocupă de estimarea evoluției viitoare a unei tehnologii existente și a momentului apariției unei noi tehnologii. Acest mod de prognozare implică cunoașterea  unor aspecte  cum sunt:
- care sunt valorile estimate pentru viitor ale parametrilor unei tehnologii actuale, ca urmare a evoluției acesteia; de exemplu, se previzionează care vor fi nivelurile performanțelor tehnice pentru puterea unui motor viitor, în kw, sau precizia unor instrumente de măsură;

- când se va înlocui o tehnologie actuală cu  o altă tehnologie mai performantă;

- ce schimbări  tehnologice pot avea loc și când se poate spera la efecte în plan socia;

- ce impact va avea schimbarea tehnologică , dacă se pune în practică, asupra unor sisteme tehnologice (de exemplu, sistemul de transport) sau asupra sistemului social;

- acordarea unei atenții deosebite schimbărilor tehnologice care pot apărea în mod accidental în urma cercetărilor în alte domenii de activitate.

Prognoza tehnologică normativă  pornește de la viitor. Imaginația este  proiectată în viitor, enunțând o stare de lucruri, dorită sau posibilă, reprezentată prin îndeplinirea unei anumite misiuni, satisfacerea unei necesități sau atingerea unui anumit nivel tehnologic. Apoi este necesară întoarcerea în prezent pentru a determina pașii necesari  (de exemplu, de cercetare) pentru atingerea punctului final  și pentru determinarea probabilității realizării acestor pași.
Evaluarea tehnologică  pleacă  de la observația că orice schimbare tehnologică ce se aplică în practică trebuie să satisfacă anumite necesități ale persoanelor sau colectivelor, cunoscute și sub numele de "efectul dorit", sau în caz contrar, când se obțin efecte negative, "efectul nedorit". Evaluarea tehnologică constă în evaluarea unor noi tehnologii, pentru a înțelege beneficiile și costurile relative, în contextul implementării propuse a acestora.
Prognoza tehnologiilor dorite social ia în considerare schimbările sociale  care se manifestă datorită modificărilor tehnologice ce intervin în societate.
Tehnicile de prognoză pot fi clasificate și după modificările posibile care se vor produce. După acest criteriu, metodele și tehnicile de prognoză pot fi cantitative și calitative.
Tehnicile cantitative vizează estimarea evoluției  unor indicatori cantitativi într-un interval scurt de timp, pe baza extrapolării  în viitor a datelor existente la un moment dat. Tehnicile calitative  vizează modificările pe care le va suferi o anumită stare de lucruri de maxim interes pentru întreprindere, într-un timp mediu sau lung, pe baza atât a evoluției datelor din trecut cât și luând în considerare o serie de factori de cauzalitate și intercorelație.
Asupra alegerii unui tip sau altul dintre tehnicile de prognoză și asupra preciziei prognozei influențează o serie de factori, cum sunt:
- orizontul de timp al prognozei care trebuie ales în funcție de scopul urmărit; pot exista prognoze pe termen scurt, mediu sau lung.  Prognozele pe termen scurt se fac pentru un interval temporal de la 1 lună la 2 - 3 ani. Aceste prognoze se pot elabora prin extrapolarea inerției ce caracterizează fenomenele economice. Sunt utile în planificarea și programarea producției, în planificarea echipamentelor, personalului și în cea financiară, în programarea comenzilor de materii prime etc. Prognozele pe termen mediu sunt pentru durate de 5 -15 ani. Acestea sunt relativ facile, cu condiția ca ipotezele și relațiile de cauzalitate ale evenimentelor să nu se modifice. Prognozele pe termen mediu sunt necesare în special pentru planificarea bugetelor. Prognozele pe termen lung sunt pentru durate până la 15 -20 ani. Sunt necesare în special pentru adoptarea planurilor de mărire a capitalului, a proiectelor de cercetare-dezvoltare, pentru lansarea de noi produse și pentru formularea obiectivelor și strategiilor pe termen lung.

- gradul de detaliere, care poate fi pe luni sau ani și diferă în funcție de beneficiar.

- stabilitatea sistemului supus analizei influențează prin legile care  îi guvernează evoluția și prin tipul de model pentru situația ce trebuie avută în vedere. Se pot lua în considerare sisteme stabile și respectiv, sisteme turbulente care înregistrează modificări frecvente și în mai mică măsură previzibile.

- precizia prognozei este în strânsă corelație cu orizontul de timp și cu scopul avut în vedere prin aplicarea unei anumite metode de prognoză. Precizia este mai redusă pentru durate mai mari de timp, având valori, de exemplu de ± 5%...±10%.

### Etapele procesului de prognoză tehnologică
S-au propus diferite structuri ale etapelor procesului de prognoză, dintre care un exemplu este următorul:
- analiza situației tehnologice actuale;

- identificarea variabilelor strategice;

- identificarea variabilelor - cheie;

- analiza retrospectivă a resurselor tehnologice

- elaborarea scenariilor de prognoză cu tehnici de  prognoză;

- alegerea alternativelor tehnologice.

Prima etapă constă în analiza situației actuale a întreprinderii, referitoare la tehnologii, urmată, în etapa a doua, de identificarea variabilelor ce se pot constitui în elemente strategice pentru viitor. Pe baza acestor variabile, în cea de-a treia etapă se identifică elementele strategice-cheie și principalele intercorelări care pot apărea. Următoarea etapă prevede analiza retrospectivă  a evoluției istorice și actuale a resurselor tehnologice, cu scopul de a se evita subevaluarea sau supraevaluarea situației tehnologice actuale a întreprinderii. Următoarea etapă prevede aplicarea unor tehnici de prognoză  specifice care descriu situațiile viitoare pentru tehnologiile întreprinderii, iar în ultima etapă se aleg dintre alternativele tehnologice în orizontul  de timp asupra căruia se realizează evaluarea.

### Tehnici de prognoză
Extrapolarea tendințelor trecute. Această tehnică se bazează pe premiza că viteza de schimbare observată în trecut se va menține în continuare. Din punct de vedere matematic, extrapolarea constă în reprezentarea prin curbe matematice a datelor precedente, pentru a fi prelungite în timp. 
După complexitatea lor se pot distinge:
- extrapolări liniare;

- extrapolări exponențiale;

- extrapolări logaritmice;

- extrapolări polinomiale.

Un avantaj al metodei este posibilitatea de a obține, prin programe de calculator, a expresiei funcției matematice X = f(t), în care t este timpul; această funcție trebuie să descrie cel mai  bine variația în timp. Reprezentarea grafică a funcției trebuie să treacă cât mai aproape de punctele ce descriu performanța anterioară.
Metoda curbelor logistice. Această metodă de prognoză pleacă de la observarea modului în care se produce evoluția în timp a performanțelor unui produs sau proces; de obicei, se înregistrează o creștere relativ lentă la început, o creștere rapidă aproximativ exponențială în continuare și, ulterior, o încetinire a ritmului de creștere pe măsură ce performanța se apropie asimptotic de o limită superioară. Reprezentate grafic, aceste evoluții în timp a performanțelor tehnologice sau economice au, cel mai frecvent, forma unei curbe în S alungit, dispuse în poziție înclinată, așa-numită curbă logistică. Curba în S este similară curbei ciclului de viață al unui produs. Curbele logistice exprimă procese și fenomene de lungă durată, a căror creștere diminuează pe măsură ce se apropie de o anumită limită.
Metoda arborilor de relevanță. Scopul unui „arbore de relevanță”  (engleză relevance tree) este de a determina și evalua sistematic căi alternative  de urmat pentru atingerea obiectivului propus. Denumirea de „arbore” provine de la structura arborescentă a drumului ce se parcurge de la un „obiectiv general” (nivelul superior)  prin intermediul „obiectivelor derivate” până la activități și proiecte de cercetare (de pe nivelurile inferioare ale arborelui). În principiu,  se recurge la descompunerea problemei de interes în probleme mai mici (subprobleme), apoi descompunerea acestora din urmă,cu relevarea unor „noduri”dispuse pe anumite paliere care caracterizează problemele de egală importanță. Așadar, la trecerea de pe un nivel pe altul, din fiecare nod se descompun mai multe subprobleme, fiecare din ele devenind un nou nod  astfel încât până la sfărșit rezultă aspectul uni arbore răsturnat. Structura arborelui arată  modul în care obiectivul general poate fi divizat în niveluri din ce în ce mai fine. Se consideră că rezolvarea diferitelor subprobleme de la un anumit nivel permite abordarea problemelor de la nivelul imediat superior  și așa mai departe. Problema practică este aceea a stabilirii ordinii de rezolvare a subproblemelor, convenindu-se că aceasta să se realizeze pe baza importanței subproblemelor sau  „relevanței nodurilor”. Estimarea dificultăților de rezolvare și a duratelor necesare de rezolvare permite formularea unei prognoze tehnologice.
Analiza morfologică. este atribuită lui Fritz Zwicky. Metoda depinde de o diagramă morfologică și în realitate oferă numai fazele prezentării și evaluării ideilor alternative. Abordarea morfologică își datorează denumirea din definiția de dicționar ca „aparținând  studiului unui sistem organizat sau al unei forme (morfologie= știința formelor).
Matricea morfologică cuprinde o coloană pe partea stângă în care sunt listați parametrii esențiali pentru proiectare, adică ceea ce construcția trebuie să conțină. În dreapta fiecărui parametru din coloană există un rând care conține soluțiile posibile de realizare a acelui parametru. Metoda morfologică se referă în special la pasul de previziune al procesului. Soluțiile existente sau imaginabile se combină și se obțin variante posibile în care tehnologia va evolua în următorul interval de timp. Problemele distincte în aplicarea acestui tip de prognoză se constituie în numărul mare de scenarii  ce ar putea lua naștere, caz în care trebuie aplicate metode de reducere a numărului de variante.
Metoda Delphi
Metoda Delphi poate fi considerată  ca fiind reprezentativă prin extinderea în aplicații practice, în special pentru realizarea prognozelor pe termen lung. Metoda a fost propusă de Olaf Helmer, Norman Dalkey și Nicholas Rescher în anul 1959, în cadrul trustului american  Rand Corporation,din Santa Monica (California). Scopul metodei este de a obține orientări, prognoze și soluții de la un grup de experți, în vederea facilitării rezolvării unor probleme sau luării unor decizii.
Metoda elaborării scenariilor. Un scenariu este descrierea unei situații posibile viitoare, pe baza analizei cuprinzătoare a situației actuale. De obicei, metoda are în vedere un orizont mai mare de timp, pentru care se elaborează mai multe scenarii  sau alternative ulterioare, pe baza unor cercetări detaliate, prin utilizarea unei varietăți de tehnici de prognoză tehnologică. Utilizarea  metodei scenariilor implică parcurgerea următoarelor etape:
- analiza problemei pentru care va fi elaborată o prognoză;

- identificarea variabilelor strategice;

- identificarea variabilelor (parametrilor)-cheie  care definesc scenariul;

- analiza evoluției problemei în trecut și a situației actuale;

- elaborarea scenariilor de prognoză și selectarea celor cu o probabilitate mai mare de confirmare;

- stabilirea activităților ce revin întreprinderii din analiza prognozei elaborate.

Metoda analizei influențelor reciproce (engleză Cross-impact analysis). Tehnicile prezentate mai înainte s-au referit, în special, la prognoza referitoare la comportarea în viitor a anumitor atribute sau evenimente probabile, luate izolat, deși multe dintre ele sunt interdependente, nu numai în domeniul tehnologic, ci și în relația tehnologiei cu alți factori de mediu. Metoda influențelor reciproce se constituie într-o completare a altor metode prezentate și utilizarea lor depinde de gradul de precizie care se cere prognozei. Într-o interpretare generală, analiza influențelor reciproce oferă informații asupra influenței schimbărilor fiecărei variabile asupra reușitei unui sistem în raport cu alte variabile. În cazul prognozelor tehnologice se urmărește determinarea influenței pe care o are realizarea sau nu a unui eveniment într-o perioadă dată, în raport cu realizarea altor evenimente, determinată în prealabil prin metoda Delphi.
Proced atâtura care se parcurge în aplicarea metodei cuprinde  următoarele etape:
- stabilirea principalelor evenimente posibile asociate cu problema considerată;

- determinarea unei probabilități atașate fiecăruia dintre aceste evenimente, de exemplu prin utilizarea metodei Delphi sau a extrapolării tendințelor;

- determinarea interacțiunilor dintre evenimente, identificând în unele cazuri relațiile predecesor-succesor;

- selectarea unui eveniment din grupul predecesor, de obicei pe baza unui program de calculator. Se folosesc numere aleatoare pentru a determina dacă un eveniment a apărut, efectuând ajustarea corespunzătoare a celorlalte elemente. Acest proces se repetă pentru toate elementele într-un număr mare de ori.

Combinarea prognozelor. Pentru a îmbunătăți  precizia prognozei, se combină prognozele derivate din metode care diferă substanțial și care sunt obținute din diferite surse de informații. Prognozele combinate sunt utile în special când există incertitudini cu privire la  alegerea celei mai precise metode de prognoză, precum și când se dorește să se evite erori mari. Prognozele combinate pot micșora erorile în comparație cu o prognoză  singulară.

## Supravegherea tehnologică
Supravegherea tehnologică  trebuie să se realizeze printr-o examinare sistematică atât a evenimentelor din cadrul întreprinderii, cât și a informațiilor din exterior în domeniile direct legate cu cel în care se desfășoară activitatea întreprinderii.
Cunoașterea noilor progrese tehnologice care s-au produs în lume poate contribui la valorificarea unor excelente oportunități pentru noi produse sau servicii. Întreprinderea trebuie să sistematizeze sursele sale de informare: reviste tehnice, participare la târguri industriale specializate, informații despre concurenți, utilizarea brevetelor de invenție etc.
Misiunea de supraveghere tehnologică constă în a procura informații asupra  apariției noilor tehnologii,  impactul posibil asupra activităților întreprinderii, existența oportunităților și amenințărilor tehnologice, dinamica noilor tehnologii și aplicarea lor timpurie.
Supravegherea tehnologică nu trebuie să se reducă la obținerea de informații din exteriorul întreprinderii ci și la plasarea noutății tehnologice în contextul întreprinderii, identificarea valorii comerciale a acesteia și prevenirea dificultăților de natură tehnologică ce pot fi generate de întreprinderi concurente.